# Agomelatin
Agomelatin (v Česku např. pod obchodním názvem Valdoxan) je atypické antidepresivum používané k léčbě deprese. Podle závěrů výzkumů je podobně účinný jako mnoho jiných antidepresiv, a nezdá se být lepší než jiná antidepresiva.
Časté nežádoucí účinky zahrnují zvýšení tělesné hmotnosti, pocit únavy, problémy s játry, nevolnost, bolesti hlavy a úzkost. Vzhledem k potenciálním problémům s játry se doporučuje provádět krevní testy. Nasazení léku u lidí s demencí nebo starších 75 let se nedoporučuje. Existuje předběžný důkaz, že může mít méně vedlejších účinků než některá jiná antidepresiva. Působí tak, že stimuluje receptory melatoninu a blokuje receptory serotoninu.
Agomelatin byl schválen pro lékařské účely v Evropě v roce 2009 a v Austrálii v roce 2010. Jeho použití není schváleno ve Spojených státech a úsilí o schválení bylo ukončeno v roce 2011. Byl vyvinut farmaceutickou společností Servier.

## Lékařské použití

### Depresivní porucha
Agomelatin se používá k léčbě depresivních epizod u dospělých lidí v Evropě. Bylo provedeno deset placebem kontrolovaných studií pro zkoumání krátkodobé účinnosti agomelatinu při depresivních poruchách. Na konci léčby byla prokázána významná účinnost v šesti z deseti krátkodobých placebem kontrolovaných studií. Dvě studie byly považovány za „neúspěšné“, neboť se výsledky neodlišovaly od placeba. Ve všech pozitivních placebem kontrolovaných studiích byla také pozorována účinnost u závažněji depresivních pacientů. Udržení antidepresivní účinnosti bylo prokázáno ve studii prevence relapsu. Jedna metaanalýza zjistila, že agomelatin je stejně účinný jako standardní antidepresiva.
Meta-analýza zjistila, že agomelatin je účinný při léčbě těžké deprese. Jeho antidepresivní účinek je větší u závažnější deprese. Kontrolované studie u lidí ukázaly, že agomelatin je přinejmenším stejně účinný jako antidepresiva SSRI paroxetin, sertralin, escitalopram a fluoxetin při léčbě deprese. Meta-studie z roku 2018 srovnávající 21 antidepresiv udává, že agomelatin byl jedním z více tolerovatelných, přesto účinných antidepresiv.
Soubor výzkumu agomelatinu však byl zásadně ovlivněn zkreslením publikací, což vedlo k analýzám, které zohledňují jak publikované, tak nepublikované studie. Podle přehledu z roku 2013 se nezdá, že by agomelatin poskytoval výhodu v účinnosti oproti jiným antidepresivům při léčbě akutní fáze závažné deprese.

### Použití ve zvláštních populacích
Přípravek se nedoporučuje podávat dětem a mladistvým mladším 18 let vzhledem k nedostatku údajů o bezpečnosti a účinnosti. K dispozici jsou pouze omezené údaje o použití u osob ve věku 75 let nebo starších, s velkými depresivními epizodami.
Nedoporučuje se během těhotenství nebo kojení.

## Kontraindikace
Agomelatin je kontraindikován u pacientů s poškozením ledvin nebo jater. Podle informací zveřejněných společností Servier v roce 2012 byly pokyny pro sledování pacientů léčených přípravkem Valdoxan upraveny ve shodě s Evropskou agenturou pro léčivé přípravky. Vzhledem k tomu, že někteří pacienti mohou během léčby přípravkem Valdoxan zaznamenat zvýšené hladiny jaterních enzymů v krvi, lékaři musí provést laboratorní testy, aby zjistili, zda játra správně fungují na začátku léčby a poté pravidelně během léčby, a následně se rozhodnou, zda budou pokračovat nebo ne. U pacientů se závažným poškozením ledvin nebyly pozorovány žádné relevantní změny farmakokinetických parametrů agomelatinu. K dispozici jsou však pouze omezené klinické údaje o jeho použití u depresivních pacientů se závažným nebo středně závažným poškozením ledvin s těžkými depresivními epizodami. Proto je třeba při předepisování agomelatinu těmto pacientům postupovat opatrně.

## Vedlejší účinky
U zdravých dobrovolníků agomelatin nemění pozornost ani paměť. U depresivních pacientů léčba lékem zvýšila spánek s NREM spánek bez modifikace množství REM (Rapid Eye Movement) nebo REM latence. Agomelatin také vyvolal postup doby nástupu spánku a minimální tepové frekvence. Od prvního týdne léčby se významně zlepšil nástup spánku a kvalita spánku, dle hodnocení pacienty.
Zdá se, že agomelatin způsobuje méně sexuálních vedlejších účinků a účinků přerušení léčby než paroxetin. Časté nežádoucí účinky (1–10 %):
- Hyperhydróza (nadměrné pocení, které není úměrné okolní teplotě)
- Bolest břicha
- Nevolnost
- Zvracení
- Průjem
- Zácpa
- Bolesti zad
- Únava
- Bolest hlavy
- Závrať
- Somnolence
- Nespavost
- Migréna
- Úzkost

Méně časté (0,1–1 %) nežádoucí účinky:  
- Paraestézie (abnormální pocity (např. Svědění, pálení, brnění atd.) V důsledku poruchy periferních nervů)
- Rozmazané vidění
- Ekzém
- Pruritus (svědění)
- Urticaria
- Psychomotorická agitace
- Dráždivost
- Psychomotorická agitace
- Agresivita
- Noční můry
- Abnormální sny

Vzácné (0,01–0,1 %) nežádoucí účinky:
- Mánie
- Hypománie
- Sebevražedné myšlenky
- Sebevražedné chování
- Halucinace
- Selhání jater
- Žloutenka
- Erytematická vyrážka
- Oční edém a angioedém

### Závislost a stažení
Při přerušení léčby není nutné postupné snižování dávky. Agomelatin nemá žádný potenciál zneužití měřený ve studiích zdravých dobrovolníků.

## Předávkování
Očekává se, že agomelatin bude při předávkování relativně bezpečný.

## Interakce
Agomelatin je substrátem CYP1A2 , CYP2C9 a CYP2C19. Existuje také možnost interakce agomelatinu s alkoholem, se zvýšeným rizikem hepatotoxicity.

## Chemie

### Struktura

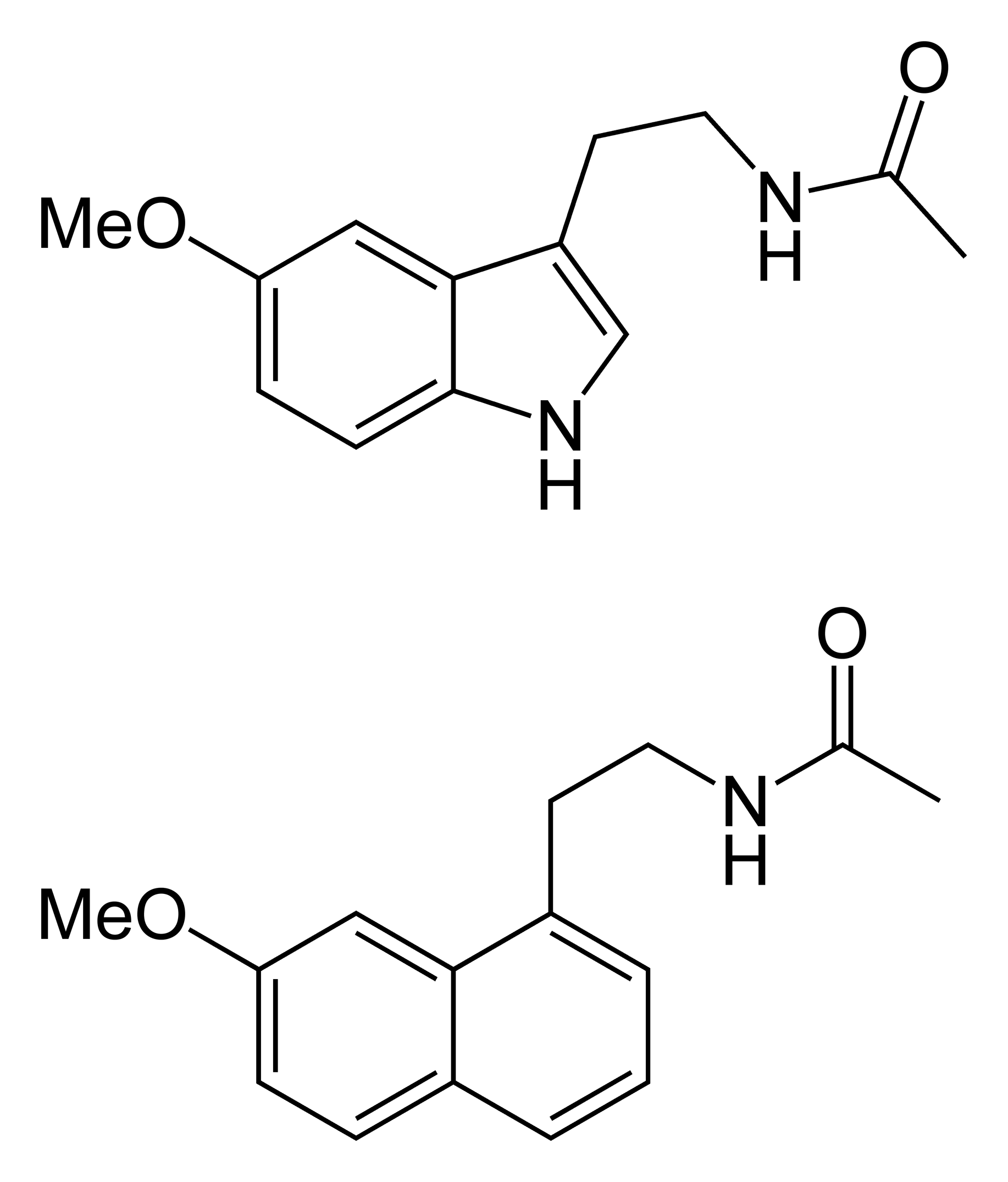
Melatonin (nahoře) vs. agomelatin (dole)

Chemická struktura agomelatinu je velmi podobná struktuře melatoninu.

### Syntéza

Syntéza agomelatinu: a studie strukturní aktivity:

## Historie
Agomelatin byl objeven a vyvinut Evropskou farmaceutickou společností Servier Laboratories Ltd. Společnost Servier pokračovala ve vývoji léků a prováděla studie fáze III v Evropské unii.
V březnu 2005 společnost Servier předložila agomelatin Evropské agentuře pro léčivé přípravky (EMA) pod obchodními názvy Valdoxan a Thymanax. Dne 27. července 2006 Komise pro léčivé přípravy určené lidem (CHMP) agentury EMA doporučil zamítnutí registrace. Hlavní obava byla, že účinnost nebyla dostatečně prokázána, zatímco u vedlejších účinků nebyly žádné zvláštní obavy. V září 2007 společnost Servier podala EMA novou žádost.
V březnu 2006 oznámila společnost Servier, že prodala práva na prodej agomelatinu ve Spojených státech společnosti Novartis. To podstoupilo několik fází III klinické zkoušky v USA, a do října 2011 Novartis evidoval lék jako plánovaný k podání FDA ne dříve než v roce 2012. Vývoj na americkém trhu byl však přerušen v říjnu 2011, kdy byly k dispozici výsledky z posledních zkoušek.
V únoru 2009 obdržel souhlas EMA pro Evropskou unii  a schválení TGA pro Austrálii v srpnu 2010.

## Výzkum
Agomelatin je vyvíjen společností Servier pro léčbu generalizované úzkostné poruchy a pro tuto indikaci dosáhl klinických studií fáze III, ale v srpnu 2017 společnost Servier oznámila, že vývoj této indikace je v současné době pozastaven.
Agomelatin je také studován na jeho účinky na regulaci spánku..Studie uvádějí různá zlepšení celkové kvality spánkových metrik, stejně jako přínosy u poruch cirkadiánního rytmu. Bylo zjištěno, že je účinnější než placebo při léčbě generalizované úzkostné poruchy. Přezkoumání z roku 2015 nenavrhlo žádná doporučení agomelatinu na podporu nebo proti jeho použití k léčbě jedinců se sezónní afektivní poruchou.